# Zagroda (powiat krasnostawski)
Zagroda – wieś w Polsce położona w województwie lubelskim, w powiecie krasnostawskim, w gminie Siennica Różana. Obok miejscowości przepływa niewielka rzeka Siennica, dopływ Wieprza.
Przez wieś przebiega droga wojewódzka nr 843 .
Wieś stanowi sołectwo gminy Siennica Różana. Według Narodowego Spisu Powszechnego Ludności i Mieszkań (III 2011 roku) wieś miała 404 mieszkańców.
Wierni Kościoła rzymskokatolickiego należą do parafii Parafia św. Michała Archanioła w Żdżannem.

## Historia
Zagroda powstała prawdopodobnie w 1647 roku za sprawą dziedzica dóbr Żdżanne Jana Bądzyńskiego (zm. 1642) lub jego syna Ludwika Bądzyńskiego. W połowie XVII wieku i na początku XVIII wieku osada za sprawą wojen i epidemii była prawie wyludniona.
Przed rokiem 1793 Maciej Ciemniewski ówczesny dziedzic dóbr Żdżanne zbudował tu klasycystyczny zajazd. Na początku XIX wieku w sąsiedztwie zajazdu rozbudowała się osada. W 1827 roku miejscowość miała 159 mieszkańców i 29 zabudowań mieszkalnych. Po 1864 roku Zagrodę włączono do gminy Rudka, a ziemia dworska uległa uwłaszczeniu. Na przełomie XIX i XX wieku osiedlano tu prawosławnych chłopów ukraińskich. Część ludności prawosławnej została ewakuowana w 1915 roku do Rosji w ślad za wycofującymi się wojskami carskimi. Niektórzy z nich po wojnie wrócili. W 1921 roku wieś Zagroda miała 67 domów i 439 mieszkańców.
W czasie II wojny światowej Niemcy w tej wsi osiedlili grupę kilkudziesięciu Żydów, których w 1942 roku wymordowano.
W latach 1975–1998 miejscowość należała administracyjnie do ówczesngo województwa chełmskiego.

## Zabytki
- Zespół dworski – XVIII w.
  - park krajobrazowy w stylu angielskim z 1800 r.
- Spichlerze
  - Spichlerz I – ok. 1797 r.
  - Spichlerz II – 2 połowa XIX
  - Spichlerz III – początek XX w.
- Budynek gospodarczy z końca XVIII w.
- Zajazd – ok. 1785 r.